# Charles Hoadley

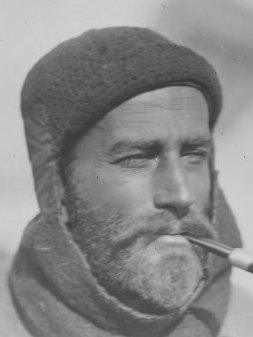
Charles Hoadley zwischen 1911 und 1913

Charles Archibald Brookes Hoadley (* 1. März 1887 in Burwood, Melbourne; † 27. Februar 1947 in Footscray, Victoria) war ein australischer Geologe und Antarktisforscher.

## Leben
Der Sohn des Marmeladenfabrikanten Abel Hoadley war Mitglied der Australasiatischen Antarktisexpedition unter Douglas Mawson von 1911 bis 1914.
Zuvor hatte er einen Abschluss in Bergwerkingenieurswesen an der Universität Melbourne erworben. 
Nach der Expedition, bei der er zur Mannschaft der West Base gehörte und mehrere Schlittenreisen unternahm, erwarb er einen Master of Science Grad ebenfalls an der Universität in Melbourne. Anschließend war er Dozent an der Schule für Bergwerk und Industrie in Ballarat, Victoria, Australien. Ab 1917 bis zu seinem Tod 1947 war er Rektor der Technischen Schule in Footscray, Victoria.

## Auszeichnungen
- 1915 Polarmedaille
- 1931 Silver Wolf-Orden
- 1936 Ernennung zum Commander des Order of the British Empire

Ihm zu Ehren ist das Kap Hoadley in der Antarktis benannt.